# Carlos Custer
Carlos Luis Custer (Quilmes, Argentina, 7 de octubre de 1939) es un dirigente sindical argentino de la Asociación de Trabajadores del Estado –ATE–, con trayectoria en el sindicalismo latinoamericano e internacional. Militante político, ha sido parlamentario y diplomático. Participa en la Iglesia Católica, en el Movimiento Ecuménico y en el ámbito de los Derechos Humanos. 

## Biografía
Nacido en la ciudad de Quilmes el 7 de octubre de 1939, Carlos Custer fue el menor de cinco hijos del matrimonio entre Josefa Albornoz, docente, y Robert Custer, de origen suizo.
Está casado con Gloria Haydée Mallea. Es padre de seis hijos y abuelo de nueve nietos.

## Actividad político sindical

### Inicios en el Sindicalismo
A la edad de 16 años ingresó a una fábrica de vidrio (Cristalerías Rigolleau) donde se inició en la actividad sindical, siendo electo tiempo después secretario General de su Comisión Interna. Al mismo tiempo, desempeñó actividades estudiantiles, en la Juventud de Acción Católica, y en los sectores progresistas del Partido Demócrata Cristiano (junto a Horacio Sueldo; Carlos Auyero y Augusto Conte Mac Donell). 
En 1963, fue delegado en el Congreso de Normalización de la CGT. Con la recuperación de la democracia después del gobierno militar que había derrocado al Gral. Juan Domingo Perón, acompaña como Asesor a Carlos Auyero, quien asume como diputado Nacional por la Provincia de Buenos Aires.

### Inicios y trayectoria en el Sindicalismo Internacional
En febrero de 1967, participa en el Congreso Fundacional de la Confederación Latinoamericana de Trabajadores Estatales (CLATE), en Chapadmalal (Argentina) y es redactor de su Declaración de Principios.
En marzo de 1968 es delegado al Congreso de la “CGT de los Argentinos”, central combativa que enfrenta a la dictadura del Gral. Onganía, congreso en que se proclama a la conducción encabezada por Raimundo Ongaro y Amancio Pafundi. Posteriormente, en ese mismo año viaja a la República Dominicana, al Consejo Latinoamericano de la “Central Latinoamericana de Trabajadores” -CLAT- junto con Ongaro, Pafundi y Julio Guillán- y es proclamado candidato a Secretario General Adjunto de la Confederación Mundial del Trabajo (CMT). 
El 4 de octubre de 1968 Carlos Custer fue elegido Secretario General Adjunto de la Confederación Mundial del Trabajo (CMT) en el congreso realizado en Luxemburgo, con solo 30 años. Una de las 3 confederaciones en que se dividían los trabajadores del mundo por aquellos años, de orientación Cristiana.

### Actividad en la CLAT y la resistencia a la Dictadura en el Cono Sur
En el año 1974, regresado a la Argentina, se incorpora a la Asociación Trabajadores del Estado, donde después del golpe de Estado de 1976, colabora en la fundación de la “Agrupación Nacional de Unidad y Solidaridad de ATE (ANUSATE) junto a Héctor Quagliaro, Víctor De Gennaro y Germán Abdala.
Simultáneamente, se desempeña como Secretario Ejecutivo del Cono Sur de la CLAT -Central Latinoamericana de Trabajadores-, oficina que desempeña una tarea de solidaridad con el sindicalismo que luchaba simultáneamente en los seis países de la Región (Argentina, Brasil, Bolivia, Chile, Paraguay y Uruguay) contra las dictaduras militares.
En ese período, simultáneamente a la actividad sindical en ANUSATE y la CGT-Brasil -y en el campo político en la “Renovación Peronista”-, colabora estrechamente con el dirigente sindical latinoamericano Emilio Máspero, secretario General de la CLAT, cooperando con los organismos de Derechos Humanos y estableciendo una gran amistad -entre otros activistas- con Adolfo Pérez Esquivel, Premio Nobel de la Paz.
Durante varios años colabora con el Obispo Jorge Novak siendo Miembro del Consejo de Pastoral y del Sínodo Diocesano de Quilmes.

### Su actividad en ATE
En 1984, producida ya la recuperación de la Democracia, la Agrupación ANUSATE gana las elecciones en la “Asociación de Trabajadores del Estado”-ATE, y con la Secretaría General de Víctor De Gennaro, asume la Secretaría de Prensa y Comunicaciones en el Consejo Nacional.

### Diputado Nacional
En 1987, a propuesta de la “Comisión Nacional de los 25” -agrupamiento sindical por la democracia y los derechos humanos- lo propone como candidato a Diputado Nacional por la Provincia de Buenos Aires.
Fue dos años diputado nacional, de 1989 a 1991. Su ingreso a la Cámara fue en reemplazo de Alberto Cormillot, quien a su vez reemplazó al entonces diputado Eduardo Duhalde cuando el jefe del peronismo bonaerense dejó el escaño para asumir como vicepresidente de Carlos Menem. 
En su breve período como legislador promueve y obtiene la ley de creación de la Universidad Nacional de Quilmes.

### En la Confederación Mundial del Trabajo (CMT)
A fines de 1989, en un Congreso Sindical Mundial realizado en Caracas, es electo Secretario General de la CMT -Confederación Mundial del Trabajo- con sede en Bélgica, siendo el primer dirigente en ese rol (de las tres internacionales sindicales mundiales) proveniente del Tercer Mundo. Reelecto en el Congreso de Isla Mauricio, en 1993, ocupa esa función hasta 1996.
A fines del año 1996, Juan Pablo II lo designa como Miembro Titular del “Consejo Pontificio de Justicia y Paz”; cargo en el cual es reelecto en el año 2001.

### La fundación de la CTA y su nominación como embajador ante la Santa Sede
En marzo de 1997 regresa a la Argentina, reincorporándose a la Asociación de Trabajadores del Estado, y a la vez colaborando con la CLAT en el ámbito del Cono Sur. Cumple funciones en la Cancillería Argentina (Secretaría de Culto) y en el Ministerio de Desarrollo Social (Consejo de Políticas Sociales) y participa activamente en los inicios de la CTA -Central de Trabajadores Argentinos- siendo orador en el Congreso Fundacional realizado en el “Luna Park”. A partir del año 1998, esta Central lo designa su representante en el Foro Consultivo Económico Social del Mercosur (cargo que desempeñó hasta 2019). En el año 2003 es designado por el presidente Néstor Kirchner como embajador ante la Santa Sede y la Orden de Malta; y en ese período fallece el papa Juan Pablo II.
En el año 2008 regresa al país y es uno de los promotores de un nuevo partido político, el Instrumento Electoral por la Unidad Popular, formando parte de su conducción en la Provincia de Buenos Aires y en el orden nacional. Se desempeñó como secretario de Relaciones Internacionales de la Unidad Popular (2013) y ha participado asimismo en las diferentes asambleas de la “Constituyente Social” (Córdoba, La Plata, Jujuy y Neuquén) hasta 2013.
Con anterioridad, la Universidad Nacional de Córdoba, en el año 2005 lo declara "Huésped de Honor".
En el XI Congreso de la CLATE (Confederación Latinoamericana y del Caribe de Trabajadores Estatales), realizado en Buenos Aires en agosto de 2012, fue elegido como Vicepresidente de la Comisión Política de esta entidad continental. En el año 2013 en el Congreso Nacional de la CTA recibió un reconocimiento de esta central sindical a su trayectoria. En ese año, la "Sociedad Argentina de Medicina del Trabajo" lo designa Miembro de Honor de esa entidad.
El Ministerio de Relaciones Exteriores-Secretaria de Culto-de Argentina le otorgó una distinción con una plaqueta "por su valiosa contribución a la convivencia y el diálogo interreligioso".
En la “Conferencia Internacional del Trabajo” -OIT- (Ginebra 2019), encuentro que marcaba el Centenario de la organización, el Grupo de los Trabajadores le hizo un reconocimiento, pues era el único delegado que había participado en la Conferencia del Cincuentenario de la OIT (Ginebra-1969).
Ha realizado misiones en 94 países y entrevistado a numerosos jefes de Estado, políticos y dirigentes de diversas instituciones internacionales.
Recibió diferentes distinciones y fue condecorado por la República de Venezuela; el Gran Ducado de Luxemburgo; la Soberana Orden de Malta; y es Caballero de Gran Cruz de la Orden Piana de la Santa Sede.
En el año 2019 el periodista Marcelo paredes presentó un libro sobre “Apuntes de una Vida”, con una síntesis de su diversa y extensa trayectoria.
El 12 de julio de 2023 el Concejo Deliberante de Quilmes (expediente 2-28817-HCD-2023) aprobó por unanimidad la designación como Ciudadano Ilustre del Partido de Quilmes.
En el año 2024 la Universidad Nacional de Quilmes le entrega un reconocimiento a quien "posibilitó que la UNQUI sea una realidad". (Ley Nº 23.749).